# Paul Raynal (1885-1971)
Pour les articles homonymes, voir Raynal.
Pour l’article homonyme, voir Paul Raynal.
Paul Raynal, né le 25 juillet 1885 à Narbonne et mort le 18 août 1971 dans le 15e arrondissement de Paris, est un dramaturge, acteur, metteur en scène et scénariste français qui a connu un succès considérable dans les années 1920 et 1930.

## Biographie
Paul Raynal fait ses études chez les dominicains. Il poursuit ses études à  Paris où il commence une formation de médecin, qu'il abandonne pour des études de droit pour finalement de se consacrer à l'écriture théâtrale.

## Théâtre

### Dramaturge
- 1920 : Le Maître de son cœur, comédie en trois actes, produite au Théâtre de l'Odéon le 25 juin 1920, reprise au Théâtre du Gymnase le 15 octobre 1943[2]. Parue dans La Petite Illustration la même année puis publiée en volume chez Payot en 1921 puis chez Stock en 1927.
- 1924 : Le Tombeau sous l'Arc de Triomphe, tragédie en trois actes, Comédie-Française[3]. Publiée dans La Petite Illustration puis en volume chez Stock la même année.
- 1932 : Au soleil de l'instinct, tragédie en trois actes, jouée au Théâtre de l'Œuvre. Publiée dans La Petite Illustration la même année puis en volume chez Stock en 1948.
- 1933 : La Francerie, pièce en trois actes, jouée à la Comédie-Française[4]. Publiée chez Stock en 1933.
- 1936 : Napoléon unique, comédie épique en trois actes, créée au Théâtre de la Porte-Saint-Martin, reprise au Théâtre de l'Odéon le 6 mars 1942[5]. Publiée chez Stock en 1937.
- 1939 : A souffert sous Ponce Pilate, pièce en trois actes, jouée à la Comédie-Française le 26 avril 1939[6]. Publiée chez Stock en mai 1940.
- 1948 : Le Matériel humain, pièce en trois actes et un épilogue. Publiée chez Stock la même année.